# Schmaltier
Als Schmaltier wird in der Jägersprache das weibliche Tier der Hirscharten Rothirsch, Damhirsch und Sikahirsch ab dem 1. April nach dem Jahr der Geburt bis zum 31. März des Folgejahres bezeichnet. Schmaltiere haben noch nicht gekalbt. 
Das entsprechende weibliche Tier des Rehwildes (Capreolus capreolus) wird als Schmalreh bezeichnet. 